# Schönska huset

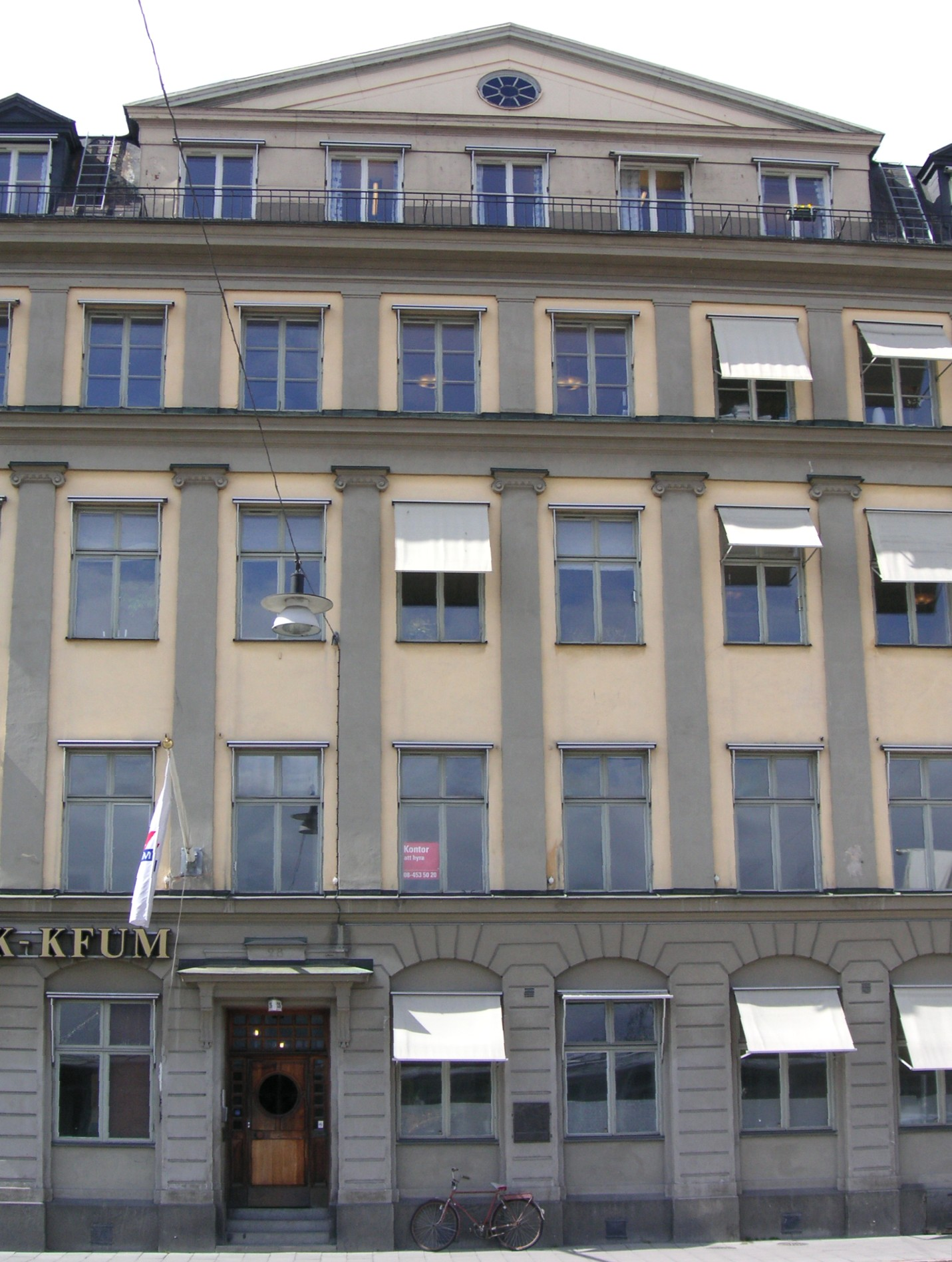
Skeppsbron 28, maj 2009

Schönska huset är en byggnad i kvarteret Luna vid Skeppsbron 28 i Stockholm.

## Historik

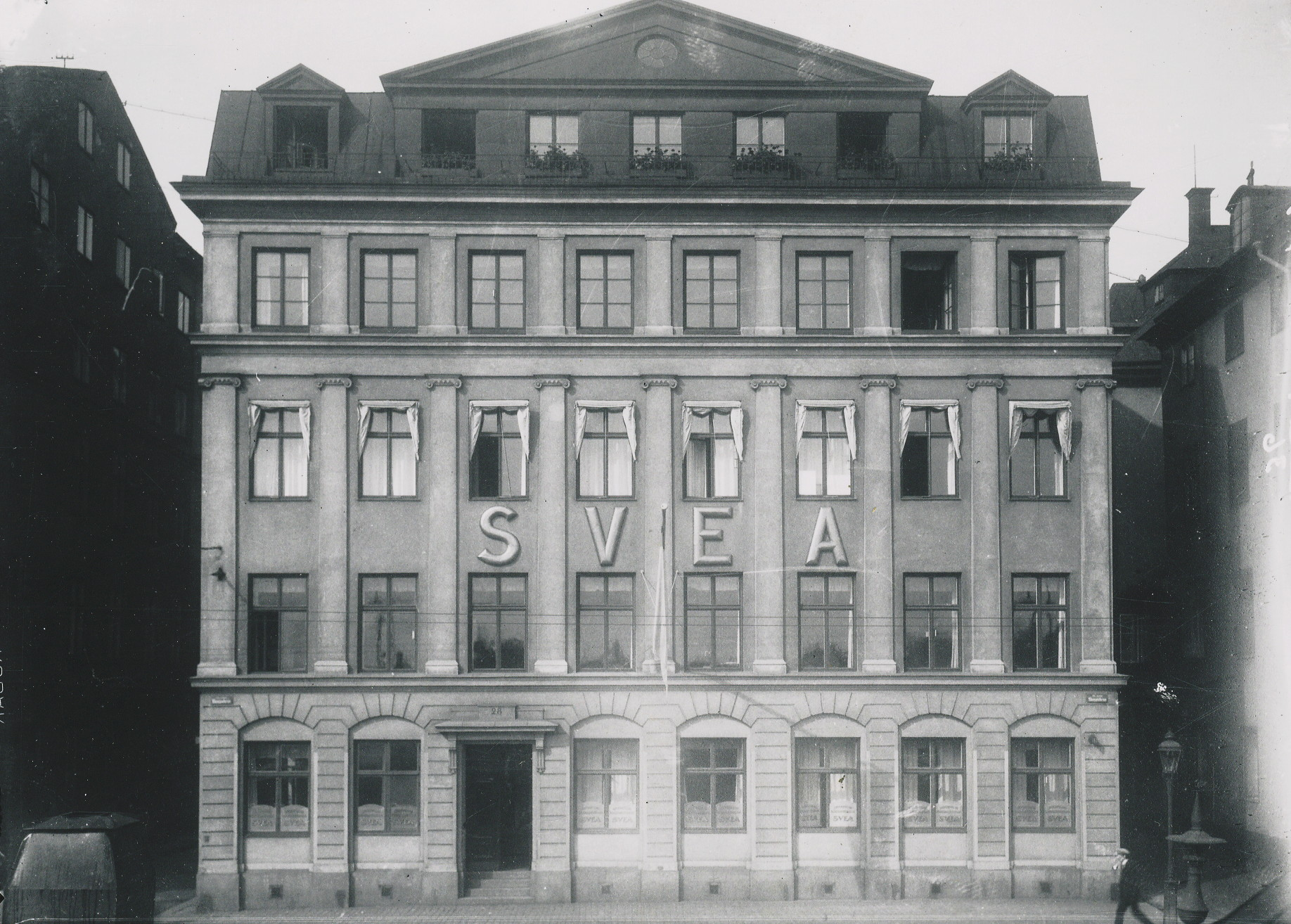
Rederi AB Svea, 1927

Släkten Schön hörde till den så kallade Skeppsbroadeln. Johan Martin Schön, som härstammade från Lübeck köpte 1768 två hus vid Skeppsbron. Han lät slå ihop dem till en byggnad, nuvarande Skeppsbron 28.  Han inredde kontor för sitt framgångsrika företag Schön & Co samt bostad till sig själv och familjen i huset. Efter Johan Martin Schöns död övertogs fastigheten och firman av hans son Johan Schön, som drev upp rörelsen till ett av Stockholms förnämsta handelshus. Han lät bygga om Skeppsbron 28, nu i gustaviansk stil. Firman fortsatte även under Johans son och sonson. Huset Skeppsbron 28 gick i arv inom släkten Schön fram till 1917, sedan flyttade Rederi AB Svea in.
Byggnadens fasader förändrades 1867 i samband med en ombyggnad under arkitekt Johan Fredrik Åbom. I dag (2009) är gatufasaden uppdelad i en hög rusticerad bottenvåning, däröver följer två våningar med kraftig pilasterindelning, följd av tredje våningen som utbildats som arkadvåning med tydlig horisontell verkan. Takvåningen är utbildat som en trekantig, centrerad tympanon med fem fönster. Pilaster och bottenvåningen är avfärgade i grå kulör, fälten mellan fönster och tympanon hålls i ljus gulvit färg. 
För närvarande (2023) hyrs våningarna ut till bland annat Advokatfirman Althin och General Architecture. Byggnaden ägs av ungdomsrörelsen KFUK-KFUM.[källa behövs]